# جان اف. کارول

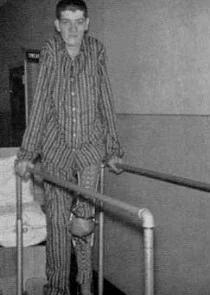
جان اف. کارول

جان اف. کارول (زاده ۱۹۳۲ – درگذشته ۱۹۶۹) با ۲۶۳ سانتی‌متر قد، سومین مرد بلند قد پس از رابرت وادلو و جان روگان بود.